# Municipio de Eagle (condado de Barber)
El municipio de Eagle (en inglés: Eagle Township) es un municipio ubicado en el condado de Barber en el estado estadounidense de Kansas. En el año 2010 tenía una población de 25 habitantes y una densidad poblacional de 0,09 personas por km².

## Geografía
El municipio de Eagle se encuentra ubicado en las coordenadas 37°13′4″N 98°44′4″O / 37.21778, -98.73444. Según la Oficina del Censo de los Estados Unidos, el municipio tiene una superficie total de 289.73 km², de la cual 289,61 km² corresponden a tierra firme y (0,04 %) 0,11 km² es agua.

## Demografía
Según el censo de 2010, había 25 personas residiendo en el municipio de Eagle. La densidad de población era de 0,09 hab./km². De los 25 habitantes, el municipio de Eagle estaba compuesto por el 100 % blancos. Del total de la población el 0 % eran hispanos o latinos de cualquier raza.